# Selma Lagerlöf

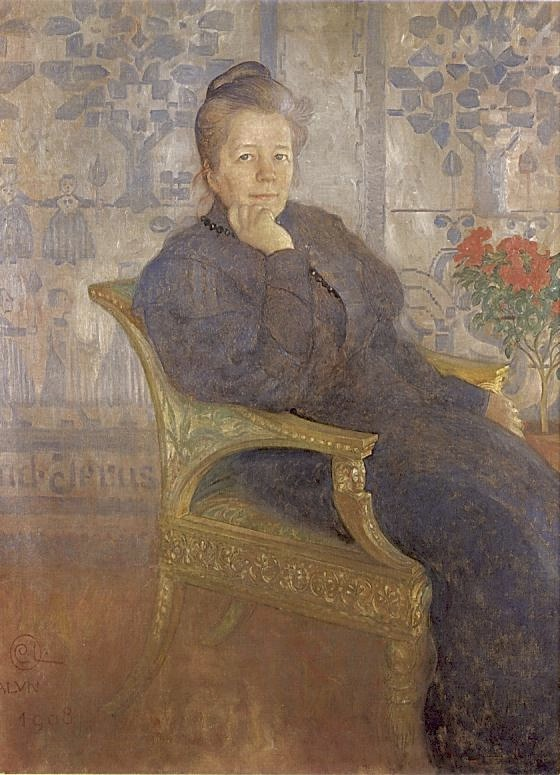
Selma Lagerlöf, Gemälde von Carl Larsson, 1908

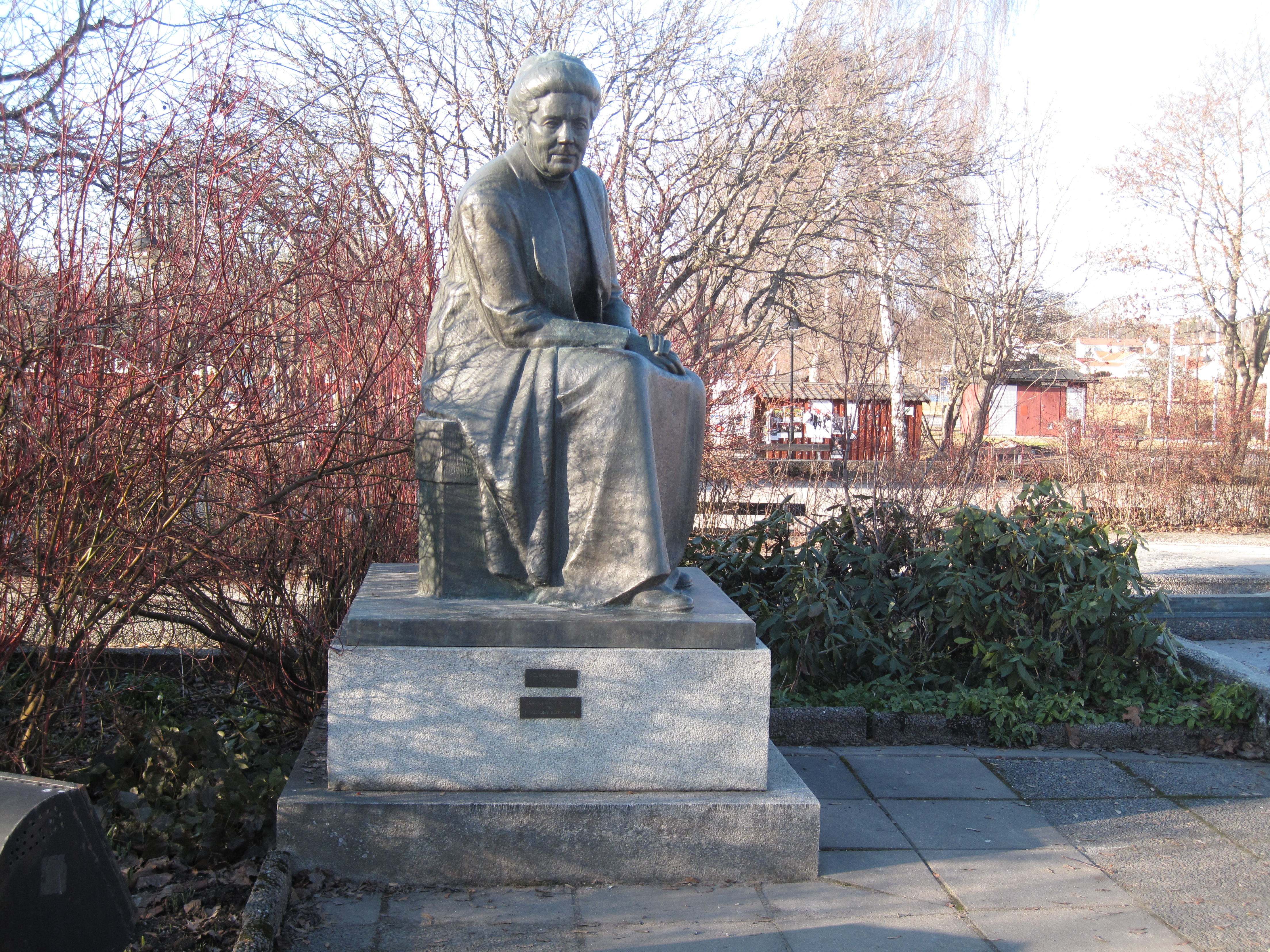
Skulptur in Sunne

Selma Ottilia Lovisa Lagerlöf [ˈsɛ̂lːma ˈlɑ̂ːɡɛˌɭøːv] ⓘ (* 20. November 1858 auf Gut Mårbacka in der heutigen Gemeinde Sunne, Värmland, Schweden; † 16. März 1940 ebenda) war eine schwedische Schriftstellerin. Sie ist eine der bekanntesten Schriftstellerinnen des Landes; ihre Werke zählen zur Weltliteratur. 1909 erhielt sie als erste Frau den Nobelpreis für Literatur und wurde 1914 als erste Frau in die Schwedische Akademie aufgenommen. Lagerlöf verfasste geistliche, fantasievolle und heimatverbundene Werke sowie Kinderbücher – davon ist das 1906/1907 erschienene Die wunderbare Reise des kleinen Nils Holgersson mit den Wildgänsen eines ihrer populärsten Bücher.

## Leben

### Kindheit und Jugend
Selma Lagerlöf wurde am 20. November 1858 als Tochter des Gutsbesitzers Leutnant Erik Gustaf Lagerlöf geboren. Ihre Mutter Louise Lagerlöf, geborene Wallroth, stammte aus einer vermögenden Kaufmannsfamilie aus Filipstad. Selma Lagerlöfs Großeltern väterlicherseits, Daniel Lagerlöf, Regimentsschreiber und Gutsverwalter, und Lisa Maja Lagerlöf, geborene Wennerwik, stammten beide aus Pfarrersfamilien. Aus der Familie Lisa Maja Lagerlöfs stammte auch der Besitz des Guts Mårbacka, das vor der Großmutter bereits seit drei Generationen jeweils an die Töchter der Familie, die alle einen Pfarrer geheiratet hatten (Pfarrkonservation), weitervererbt worden war. Selma Lagerlöfs Großmutter war die erste, die nicht Frau eines Pfarrers wurde. Die Geschichte ihrer Großeltern väterlicherseits erzählte Selma Lagerlöf in Liljecronas Heim.
Lagerlöf war das zweitjüngste von sechs Geschwistern. Der älteste Bruder, Daniel, wurde später Arzt in Kungälv, die älteste Schwester Johanna Maria starb bereits vor ihrem dritten Geburtstag, der zweitälteste Bruder, Johan, emigrierte nach Amerika. Das vierte Kind ihrer Eltern war Anna, die jung an Tuberkulose starb – das Thema Tuberkulose beschäftigte Selma Lagerlöf später in Nils Holgersson und Der Fuhrmann des Todes. Selma Lagerlöf hatte außerdem eine vier Jahre jüngere Schwester, Gerda, die ihr von allen Geschwistern am nächsten stand. Die Schwestern gingen nicht wie ihre Brüder zur Schule, sondern wurden zu Hause von Gouvernanten unterrichtet.
Lagerlöf wurde mit einem Hüftleiden geboren, das an verschiedenen Stellen als unterschiedlich schwer geschildert ist. Einerseits beschreibt sie in ihrem autobiographischen Werk Aus meinen Kindertagen, wie sie ihren Vater vergebens anflehte, nicht mit zum Ball nach Sunne fahren zu müssen, da sie nicht tanzen könne. Anderseits gibt es Äußerungen von ihr, dass sie sich auf einen Ball freute, und nach anderen Zeugnissen war sie beim Spielen mit anderen Kindern kaum beeinträchtigt. Im Alter von drei Jahren waren ihre Beine nach einer Krankheit vollständig gelähmt, später verschwand die Lähmung jedoch wieder (eine Episode, die sie in Mårbacka schildert). Mit neun und dann noch einmal mit vierzehn Jahren erhielt Selma Lagerlöf in Stockholm bei Herman Sätherberg eine Physiotherapie. Ein leichtes Hinken blieb zurück. Ihre (leichte) körperliche Behinderung stilisierte Selma Lagerlöf bewusst in ihrer Autobiografie: Gerade ihr Schicksal als Außenseiterin – Außenseiter spielen in Selma Lagerlöfs Werk eine wichtige Rolle, exemplarisch sei hier Jan i Skrolycka in Der Kaiser von Portugallien genannt – schien sie zum Schriftstellerberuf zu prädestinieren.
Als sich die wirtschaftliche Lage in Värmland in den 1860er Jahren verschlechterte, war davon auch das Gut der Familie betroffen. In den 1870er Jahren verschlimmerte sich die Situation immer mehr. Lagerlöf erlebte dies als Jugendliche mit, und die Angst vor dem Verlust des Heims verarbeitete sie später in vielen Werken. 1890, nach dem Tod des Vaters und als Selma Lagerlöf dort schon nicht mehr lebte, musste Mårbacka wegen Schulden verkauft werden.
Schon als junges Mädchen las Lagerlöf leidenschaftlich gern und interessierte sich für die Sagen und Geschichten ihrer Heimat, die sie von ihrem Vater und ihrer Großmutter gehört hatte. Auf dem Dachboden führte sie gern selbstgeschriebene Puppentheaterstücke auf. Für Hausarbeit und das, was als passende Beschäftigung für Mädchen angesehen wurde, zeigte sie hingegen kein Interesse.

### Ausbildung und Berufstätigkeit
Gegen den Wunsch ihres Vaters ging Lagerlöf 1881 nach Stockholm und besuchte bis 1882 ein Mädchengymnasium. Von 1882 bis 1885 machte sie eine Ausbildung zur Volksschullehrerin am Königlichen Höheren Lehrerinnenseminar in Stockholm. 1885 starb der Vater. Im gleichen Jahr trat Lagerlöf eine Stelle als Volksschullehrerin in Landskrona an. Diese Tätigkeit übte sie bis 1895 aus.
Während ihrer Zeit in Landskrona schrieb sie ihren ersten Roman, Gösta Berling. Dem Buch lagen Geschichten über die Menschen ihrer Heimat zu Grunde, die sie als Kind gehört hatte. 1890 gewann Lagerlöf mit fünf Kapiteln aus dem entstehenden Roman bei einem Novellenwettbewerb der Zeitschrift Idun. 1891 erschien schließlich der fertige Roman. Er erhielt jedoch zunächst überwiegend negative Kritiken und verkaufte sich schlecht. Entgegen Lagerlöfs ursprünglicher Erwartung reichten die Einnahmen aus dem Buch bei weitem nicht aus, um den Lehrerinnenberuf aufzugeben. Erst nach einer außerordentlich positiven Rezension des bekannten dänischen Literaturkritikers Georg Brandes im Jahre 1893 setzte sich Gösta Berling auch in Schweden allmählich durch; heute ist es eines der am meisten gelesenen schwedischen Bücher.

### Freie Schriftstellerin

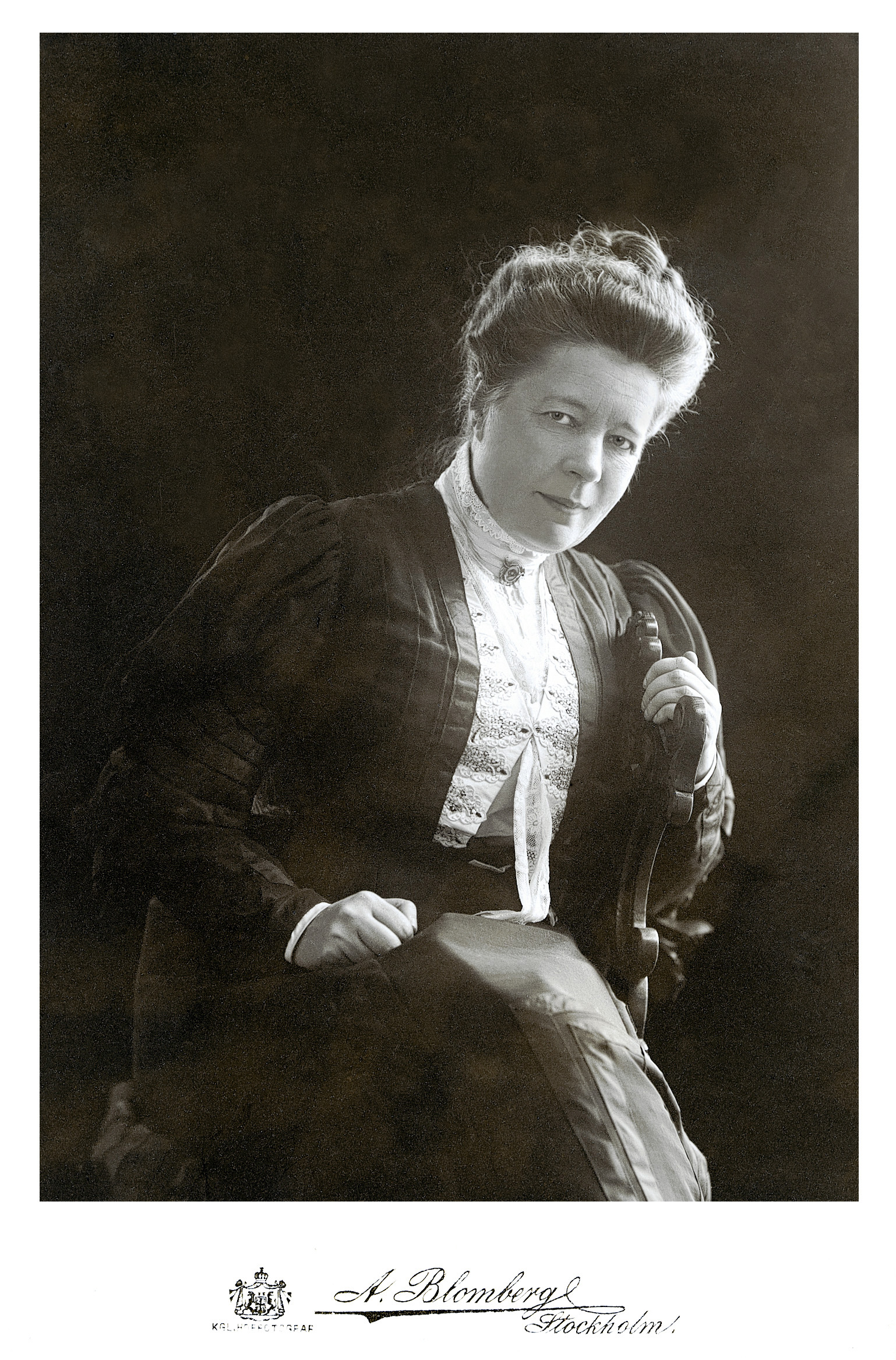
Selma Lagerlöf, 1906. Fotograf Anton Blomberg (1862–1936)

Im Jahr 1895 gab Selma Lagerlöf den Beruf als Lehrerin auf und unternahm zunächst bis 1896 eine große Reise durch Südeuropa. Ergebnis dieser Reise war der Roman Die Wunder des Antichrist. 1897 zog Selma Lagerlöf nach Falun in Dalarna –, einerseits, weil ihre Schwester Gerda sie darum gebeten hatte, anderseits, weil Dalarna als Zentrum schwedischen Brauchtums und schwedischer Volkskultur galt. In der Gemeinde Nås in der Nähe von Falun war im Jahr 1896 eine Gruppe von 55 Bauern infolge einer religiösen Erweckung nach Jerusalem ausgewandert, um sich dort der amerikanischen Overcomers-Sekte, bekannt als American Colony, anzuschließen. Dies machte Lagerlöf zum Thema ihres Romans Jerusalem – neben Vilhelm Mobergs Auswandererromanen das zweite große Auswandererepos in der schwedischen Literatur. Der erste Band von Jerusalem war bereits unmittelbar nach seinem Erscheinen ein großer Erfolg bei Kritikern und Publikum und bedeutete Selma Lagerlöfs endgültigen Durchbruch als Schriftstellerin.
Ihr bekanntestes Buch schrieb Selma Lagerlöf 1906: Die wunderbare Reise des kleinen Nils Holgersson mit den Wildgänsen. Dieser Roman entstand im Auftrag des schwedischen Volksschullehrerverbandes und sollte in den Schulen als Lesebuch verwendet werden. Nils Holgersson ist die phantastische Geschichte eines vierzehnjährigen Jungen, der zur Strafe für seine Bösartigkeit – vor allem gegenüber Tieren – in ein Wichtelmännchen verwandelt wird und gemeinsam mit den Wildgänsen durch ganz Schweden reist, wobei er in vielerlei moralische Konflikte gerät. Nils Holgersson stellt gleichzeitig einen Erziehungs- und Entwicklungsroman und ein liebevolles Porträt Schwedens dar. Die einzelnen Landschaften werden, häufig in Form von Sagen und Märchen, vorgestellt, wobei auch aktuelle Informationen der damaligen Zeit, beispielsweise über die wirtschaftliche und soziale Entwicklung Schwedens, eingestreut werden. Nils Holgersson wurde in mehr als 30 Sprachen übersetzt. Bedeutung erlangte der Roman auch dadurch, dass zum ersten Mal in einem literarischen Werk die neue schwedische Rechtschreibung angewendet wurde.
Im Jahr 1907 wurde Selma Lagerlöf die Ehrendoktorwürde der Philosophie von der Universität Uppsala verliehen. Am 10. Dezember 1909 erhielt Selma Lagerlöf als erste Frau den Literaturnobelpreis, „auf Grund des edlen Idealismus, des Phantasiereichtums und der seelenvollen Darstellung, die ihre Dichtung prägen“, wie es in der Begründung hieß. 1914 wurde Selma Lagerlöf zum ersten weiblichen Mitglied der Schwedischen Akademie gewählt. 1928 erhielt sie die Ehrendoktorwürde der Universität Greifswald.

### Gutsbesitzerin

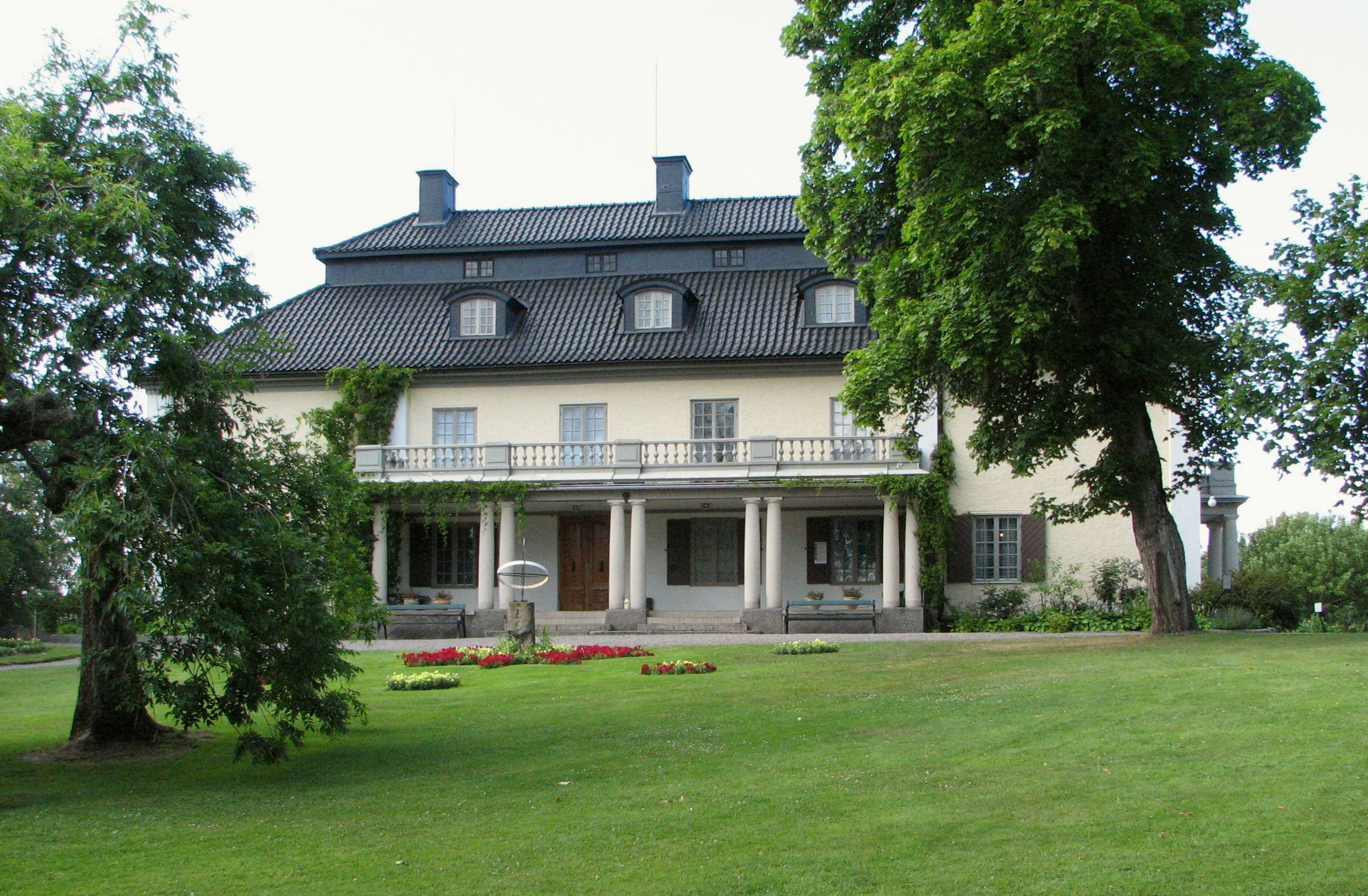
Mårbacka, 2006

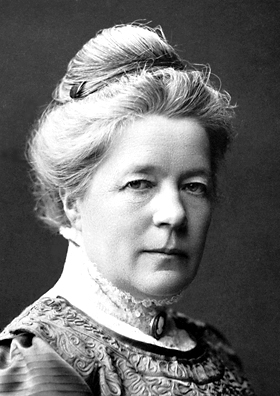
Selma Lagerlöf, 1909

Am Neujahrstag des Jahres 1908 kaufte Selma Lagerlöf das Gutshaus von Mårbacka zurück. 1910 konnte sie mit dem Nobelpreisgeld auch das Land zurückkaufen, 1914 schließlich konnte sie durch erneute Aufkäufe das Land verdoppeln.
Selma Lagerlöf betrieb in Mårbacka Landwirtschaft sowie eine Fabrik zur Produktion von Hafermehl und widmete ihrem Gut viel Zeit, Energie und nicht zuletzt Geld. Gleichzeitig hatte sie aber zunächst ihren Lebensmittelpunkt weiter in Falun, wo sie eine kleine Villa gekauft hatte. Nach einem kleineren Umbau, der 1909 abgeschlossen war, ließ Selma Lagerlöf Mårbacka von 1921 bis 1923 schließlich zu einem repräsentativen Herrenhaus im historisierenden Stil umbauen, das mit dem bescheidenen roten Holzhaus, das es vorher gewesen war, nicht mehr viel gemeinsam hatte. Seit dieser Zeit lebte Selma Lagerlöf das ganze Jahr auf Mårbacka.
Selma Lagerlöf veröffentlichte auch nach dem Nobelpreis bedeutende Romane, darunter 1911 Liljecronas Heim und 1914 Der Kaiser von Portugallien, zwei Werke, in denen sie von ihrer Heimat und deren Menschen erzählt. Ihr letztes großes Romanprojekt war die von 1925 bis 1928 erschienene Trilogie Die Löwenskölds, die sich gleichzeitig als Geschichte eines schicksalsmächtigen Fluches und als hellsichtige Analyse des Narzissmus der Zentralfigur lesen lässt. Ein geplanter vierter Band kam nicht mehr zustande.
In ihren späteren Jahren schrieb sie eine dreiteilige Autobiografie: Mårbacka, Aus meinen Kindertagen sowie Tagebuch der Selma Ottilia Lovisa Lagerlöf, ihr letztes vollendetes Werk. Die Autobiografie ist keine Schilderung des eigenen Lebens im herkömmlichen Sinne, sondern besteht aus Erzählungen aus ihrer Kindheit, die einem bestimmten Zweck dienen: die Hintergründe ihres schriftstellerischen Wirkens darzustellen.

### Privates
Selma Lagerlöf verband ab 1884 eine innige Freundschaft mit Sophie Elkan, die bis zu deren Tod im Jahr 1921 währte. Um 1899 lernte sie dann in Falun die Studienrätin Valborg Olander kennen, woraus sich eine lebenslange Liebesbeziehung entspann. Lagerlöfs Briefe an Elkan wurden 1990 veröffentlicht; 2006 folgte eine Sammlung von Briefen an Valborg Olander. Beiden Freundinnen versichert Lagerlöf ihre Liebe („kärlek“), doch während Elkan vor einem Treffen „hands off“ fordert, spricht Lagerlöf Olander gegenüber wiederholt offen von Sehnsucht nach körperlicher Zärtlichkeit von ihrer Seite, freut sich über deren „Liebesbriefe“ („kärleksbrev“) und nennt ihre Freundin, die ihr auch beim Redigieren von Manuskripten und Erledigen von Korrespondenz behilflich war, eine „richtige Schriftsteller-Ehefrau“ („en riktig författarhusfru“). Aus beiden Briefsammlungen wird deutlich, dass Elkan und Olander eifersüchtig aufeinander reagierten. Die Herausgeberin der Briefe an Olander, die Literaturwissenschaftlerin Ying Toijer-Nilsson, deutet die Eifersucht in ihrem Kommentar als Ausdruck einer leidenschaftlichen Dreiecksbeziehung, die erst mit dem Tod Elkans zu Ende ging.
Selma Lagerlöf wurde 1907 gebeten, einen sechsjährigen Jungen namens Nils Holgersson aufzunehmen, wobei die zufällige Namensgleichheit mit Lagerlöfs Romanheld die Ursache dafür war, dass man sich gerade an sie wandte. Sie widmete ihrem Pflegesohn viel Engagement, wenn auch ihre Pläne, ihn zu einem intellektuell gebildeten Menschen und potenziellen Erben von Mårbacka zu erziehen, fehlschlugen. Nils Holgersson wurde schließlich Bauarbeiter, wanderte nach Amerika aus und war in Chicago am Bau vieler Wolkenkratzer beteiligt.

### Soziales und politisches Engagement

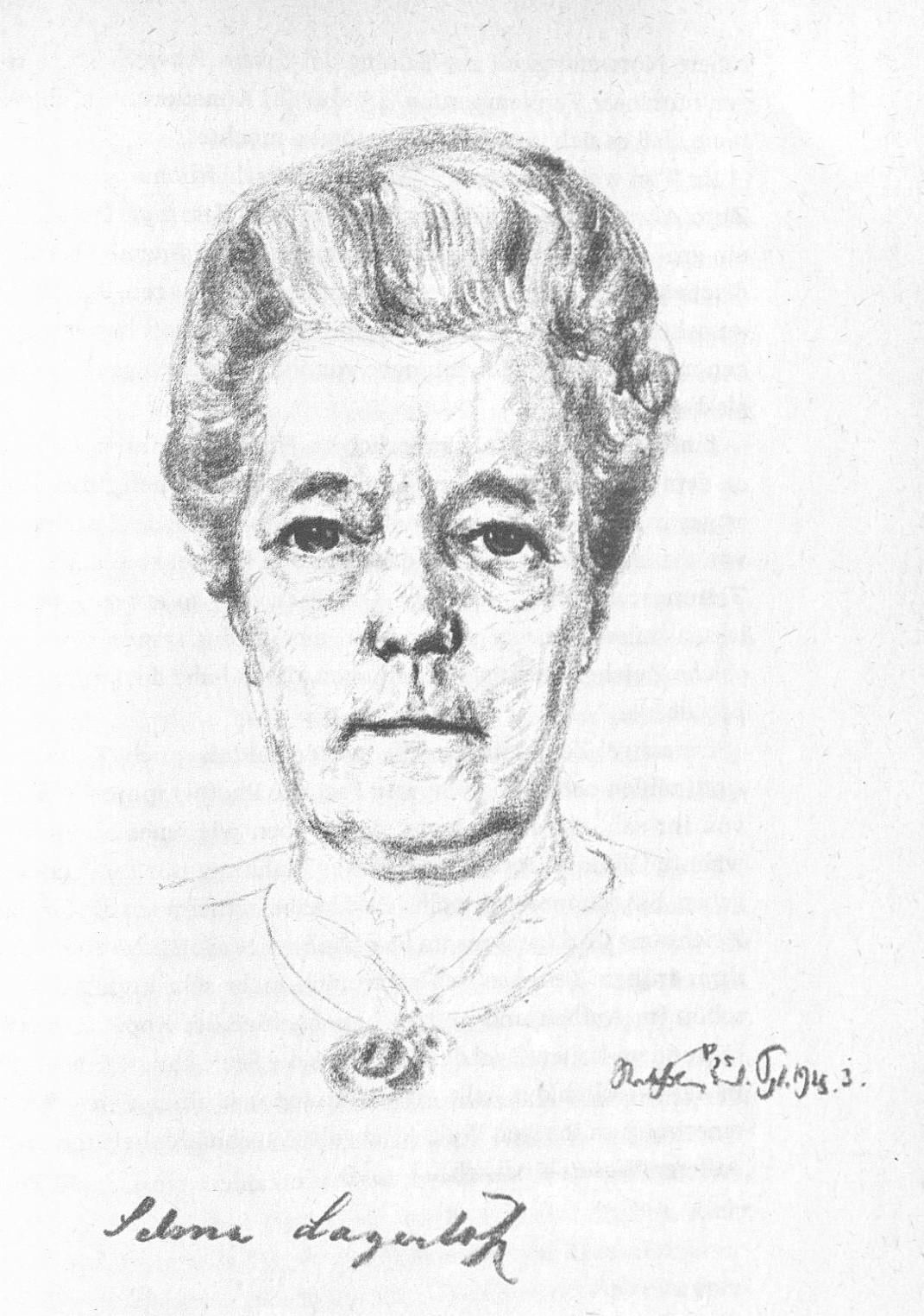
Emil Stumpp: Selma Lagerlöf (1925)

Selma Lagerlöf engagierte sich insbesondere in Frauenfragen. 1911 hielt sie in Stockholm bei einem internationalen Frauenkongress die vielbeachtete Rede Hem och stat („Heim und Staat“), in welcher sie die „weibliche“ Schöpfung des Heimes, in dem Frieden und Geborgenheit herrschen, der „männlichen“ Schöpfung des von Macht und Gewalt geprägten Staates gegenüberstellte. Dass eine weltbekannte Frau, Nobelpreisträgerin und Gutsbesitzerin sprach, der das elementare staatsbürgerliche Recht, nämlich das Wahlrecht (das Frauenstimmrecht wurde in Schweden erst 1921 eingeführt), verweigert wurde, machte die Rede besonders brisant.
Selma Lagerlöf spendete im Jahr 1922 signierte Exemplare ihrer Bücher als Preis für einen Schönheitswettbewerb des Stockholms Dagblad. Dieser Fotowettbewerb wurde von Herman Lundborg initiiert, der 1921/1922 das rassenhygienische Institut Uppsala gründete und später mit dem Nationalsozialismus sympathisierte. Mit diesem Fotomaterial wollte Lundborg eine Ausstellung zum schwedisch-germanischen Menschenbild gestalten, die jedoch nie zustande kam. Da es keine weiteren Belege für Kontakte zwischen Lagerlöf und Lundborg nach 1922 gibt, ist es sehr fraglich, inwieweit sie mit seinen politischen Ansichten sympathisierte.
Im Jahr 1933 beteiligte sich Selma Lagerlöf an einem Komitee zur Rettung jüdischer Flüchtlinge aus Deutschland. 1940 half sie der deutsch-jüdischen Schriftstellerin Nelly Sachs, nach Schweden zu fliehen, und rettete so deren Leben. In ihrer Heimatgemeinde Östra Ämtervik saß sie im Gemeinderat und war Mitglied der Armenverwaltung. Auf Grund ihrer Popularität bekam Selma Lagerlöf zahllose Bitt- und Bettelbriefe aus dem In- und Ausland. Sie half, so gut sie konnte, und schickte oft Geldbeträge. Auch in den Krisenjahren in der Weltwirtschaftskrise entließ sie keine Arbeiter, sondern stellte in Mårbacka sogar neue ein, um die Not der Menschen zu lindern.
Um Finnland während des Winterkrieges 1939 finanziell zu unterstützen, spendete Selma Lagerlöf ihre goldene Nobelpreis-Medaille. Inmitten ihrer Anstrengungen, der kriegsgebeutelten Bevölkerung Finnlands zu helfen, starb Selma Lagerlöf am 16. März 1940 im Alter von 81 Jahren in ihrem Haus an einem Schlaganfall. Ihre letzte Ruhestätte fand sie in Östra Ämtervik, Gemeinde Sunne, Värmland.

## Literarische Bedeutung

### Thematik
Selma Lagerlöf wird häufig in erster Linie als Schriftstellerin betrachtet, die ihre värmländische Heimat schildert. Tatsächlich spielt die Schilderung ihrer Heimat in ihrem Werk – beispielsweise in Gösta Berling, Liljecronas Heim und Der Kaiser von Portugallien – eine große Rolle. Selma Lagerlöf sah es als eine Lebensaufgabe an, die Lebensweise in ihrer Heimat und auf dem Gut ihrer Eltern darzustellen und so für spätere Generationen zu bewahren.
Die Bandbreite der von Selma Lagerlöf behandelten Themen geht aber weit darüber hinaus: Ein immer wiederkehrendes Motiv in ihrem Werk ist die Notwendigkeit, Schuld zu sühnen, einerseits und die versöhnende und erlösende Kraft der Liebe andererseits. Auch interessierte sich Selma Lagerlöf lebhaft für die menschliche Psyche und die Schilderung von Seelenzuständen.
Ein wichtiges Thema für Selma Lagerlöf ist das Heim und die durch ein Heim vermittelte Geborgenheit und Sicherheit. In dem Roman Liljecronas Heim wird dies schon im Titel deutlich. Vorbild ist hier wie auch in anderen Werken das elterliche Gut Mårbacka, das geradezu als Musterbild eines Heimes gefeiert und bewusst idealisiert wird. Auch in Nils Holgersson findet sich (im Kapitel En liten herrgård) eine liebevolle Beschreibung des Guts, auf dem Selma Lagerlöf aufgewachsen ist. Im Zusammenhang mit dem Heim wird häufig die Bedrohung des Heims und die Angst vor dem Verlust des Heimes behandelt. In Gösta Berling wird dies gleich mehrfach thematisiert: Über die Majorin heißt es, sie sei nicht die einzige, die den Verlust eines geliebten Heimes erleben musste, und die Schrecken einer Auktion, bei der das Heim versteigert wird, werden im Kapitel Auktionen på Björne geschildert. Auch in Jerusalem wird die Versteigerung des heimatlichen Hofs eindrucksvoll dargestellt.
Ein anderes häufig vorkommendes Thema ist die Konfrontation weiblich–männlich, archetypisch etwa in Herrn Arnes Schatz. Die weiche, hingebungsvolle, liebende Elsalill stößt auf den grausamen, bösartigen und verschlagenen Sir Archie und geht hieran zu Grunde. Häufig sind es bei Selma Lagerlöf starke, tüchtige und selbstbewusste Frauen, die sich gegen schwache und unfähige Männer durchsetzen müssen: Von der Majorin in Gösta Berling über Micaela Palmeri in Die Wunder des Antichrist und Karin Ingmarsdotter in Jerusalem bis hin zu Charlotte Löwensköld und Anna Svärd in der Löwensköld-Trilogie kehrt diese Konstellation immer wieder.
Eine ebenfalls häufig wiederkehrende Thematik ist die problematische Vater-Tochter-Beziehung: Melchior Sinclaire und Marianne Sinclaire in Gösta Berling, Cavaliere Palmeri und Micaela Palmeri in Die Wunder des Antichrist, Pfarrer Lyselius und Maja Lisa Lyselius in Liljecronas Heim und Jan i Skrolycka und Klara Gulla in Der Kaiser von Portugallien: Immer sind diese Beziehungen von inniger Liebe, aber auch schweren Konflikten geprägt.
Selma Lagerlöf behandelt gerne auch damals aktuelle Geschehnisse und Entwicklungen: In Die Wunder des Antichrist versucht sie, Christentum und Sozialismus miteinander auszusöhnen, in Jerusalem behandelt sie den Verfall der Autorität der lutherischen Schwedischen Staatskirche und das Aufkommen neuer Volksbewegungen. Das heilige Leben ist ein ergreifendes pazifistisches Plädoyer angesichts der Schrecken des Ersten Weltkriegs.

### Stil
Die Romane und Erzählungen von Selma Lagerlöf wirken auf den ersten Blick naiv und erwecken den Anschein, in einer uralten mündlichen Erzähltradition geschrieben zu sein. Ihre Romane bestehen aus einzelnen Kapiteln, die in sich jeweils abgeschlossene Episoden darstellen. Das Einleitungskapitel von Jerusalem I etwa, Ingmarssönerna („Die Ingmarssöhne“), fungierte ursprünglich sogar als selbstständige Novelle. Lagerlöf wurde aufgrund dieses Stils häufig als „sagotant“ (Märchentante) abgetan und Kritiker warfen ihr vor, zu sehr auf regionale Themen und Sujets beschränkt zu bleiben.
Die Literaturwissenschaft deckte erst im Laufe der Zeit auf, wie bewusst Selma Lagerlöf mit raffinierten erzähltechnischen Methoden arbeitete. Dies zeigt sich beispielsweise an der anspruchsvollen Konstruktion von Jerusalem, wo sie scheinbar zusammenhanglose Einzelkapitel zu einem komplexen Bau zusammensetzt, dessen Grundstruktur sich erst nach und nach erschließt, oder an dem geschickten Wechsel der Erzählperspektive in Der Kaiser von Portugallien.
Hinter der Verarbeitung von Sagenstoffen und dem Auftauchen übernatürlicher Mächte lässt sich der Versuch erkennen, die Vielschichtigkeit der menschlichen Psyche zu ergründen, was auf ein der Zeit Freuds durchaus gemäßes Menschenbild schließen lässt. In ihrem Subtext setzen sich viele Werke Lagerlöfs mit sozialen Umwälzungen auseinander und sind in ihrer Infragestellung des tradierten Geschlechterverhältnisses der zeitgenössischen gesellschaftlichen Realität voraus, so dass Lagerlöf heute zu den modernen Schriftstellern gezählt wird.
In Gösta Berling schreibt Selma Lagerlöf in einem hochgestimmten, überschwänglichen, emphatischen Ton, häufig mit direkten Anrufen an den Leser (Beispiel: O sena tiders barn! – O Kinder späterer Zeiten!) In späteren Werken ändert sie ihren Stil und pflegt eine lakonische, schlichte, an die isländische Saga gemahnende Schreibart.
Ein Vergleich ihrer Literatur mit ihren privaten Äußerungen etwa in Briefen, in denen sie natürlich und zwanglos schreibt, zeigt, wie kunstvoll ihre Sprache ist. „Es strengt an, einfach zu sein“, schrieb sie einmal. Selma Lagerlöf gelang es, ohne Längen Spannung zu erzeugen und von der ersten bis zur letzten Seite durchzuhalten.
Neben Romanen schrieb sie ihr ganzes Leben auch Kurzgeschichten, Erzählungen und Legenden. Einmal wagte sie sich sogar an ein Gedicht in Alexandrinern, Slåtterkarlar på Ekolsund aus Troll och människor I. Die dramatische Form lag ihr hingegen nicht. Sie selbst bearbeitete ihre Erzählungen Dunungen und Herrn Arnes Schatz für das Theater. Beide Theaterstücke waren bei Publikum und Kritik ein Misserfolg.

## Werke (Auswahl)

### Erzählungen und Novellen
- Osynliga länkar, Erzählungen, 1894 (Unsichtbare Bande)
- Drottningar i Kungahälla. Jämte Andra Berättelser. 1899 (Die Königinnen von Kungahälla. Novellen, Legenden und Erzählungen)[8]
- Kristuslegender. Erzählungen. 1904 (Christuslegenden, Verlag Nymphenburger, München 2013, ISBN 978-3-485-06088-2)
- En saga om en saga och andra sagor, Erzählungen, 1908; Inhalt:

- En saga om en saga (Erzählung)
- Tösen från Stormyrtorpet / Das Mädchen vom Moorhof (Novelle)
- Silvergruvan (Erzählung)
- Legenden om julrosorna (Erzählung)
- Bröllopsmarschen (Erzählung)
- Spelmannen (Erzählung)
- En sågen från Jerusalem (Erzählung)
- Varför påven blev så gammal (Erzählung)
- Luftballongen (Erzählung)

- Troll och människor. Erzählungen. 1915–21 (Geschichten von Trollen und Menschen)
- Höst. Sammlung von Novellen, Erzählungen und Essays, 1933 (Herbst)
- Från skilda tider. Sammlung von Novellen, Sagen und Legenden 1943–45, postum

### Romane

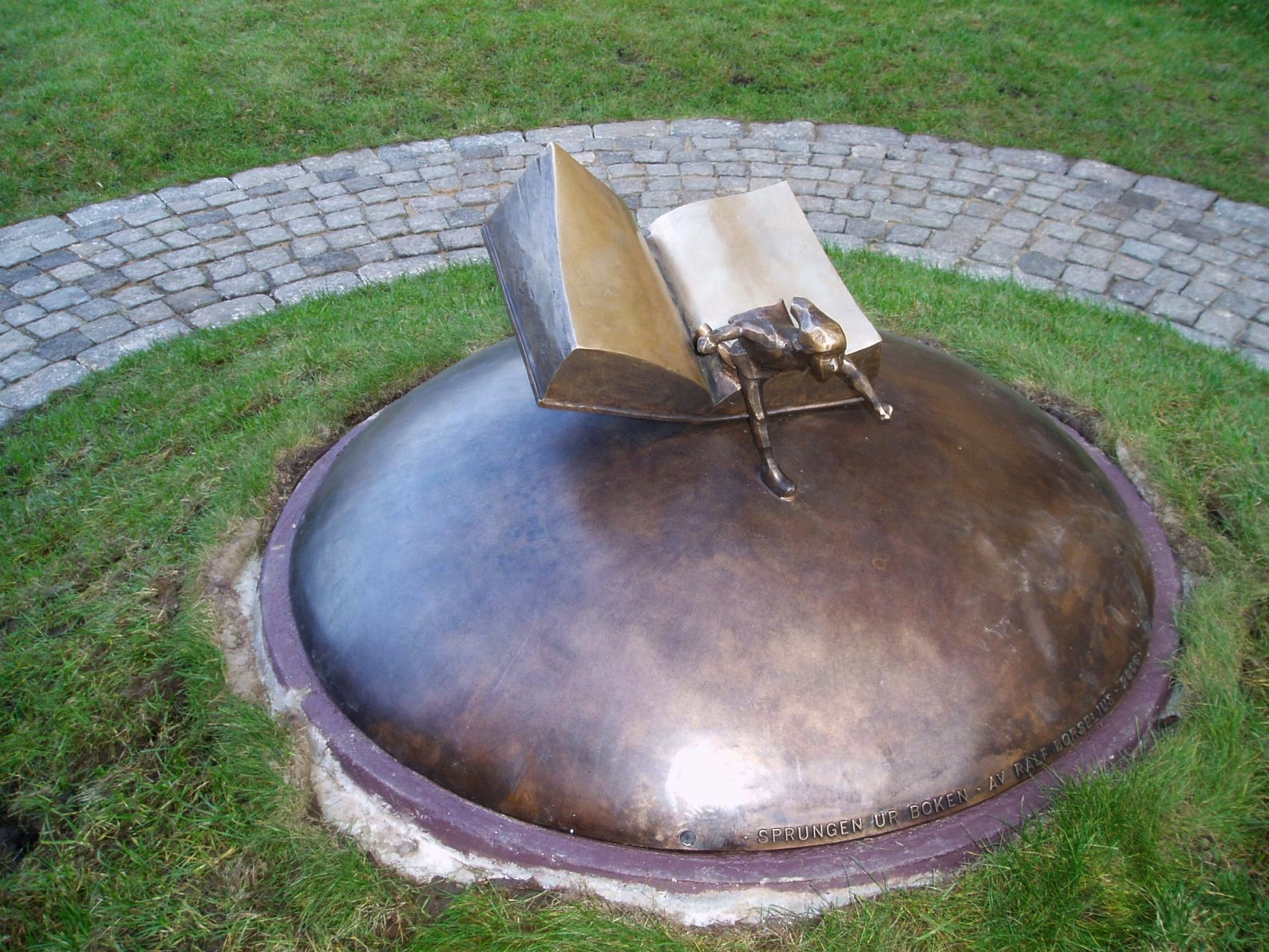
Statue von Nils Holgersson in Karlskrona, ein Werk von Ralf Borselius

- Gösta Berlings saga. Roman. 1891 (Gösta Berling, 1896)
- Antikrists mirakler. Roman. 1897 (Die Wunder des Antichrist)
- En herrgårdssägen. Roman. 1899 (Eine Gutsgeschichte)
- Jerusalem. Roman. 2 Bde., 1901 und 1902 (Jerusalem, 1902/03)
- Herr Arnes penningar. Roman. 1904 (Herrn Arnes Schatz)
- Nils Holgerssons underbara resa genom Sverige. Roman. 1906–1907 (Die wunderbare Reise des kleinen Nils Holgersson mit den Wildgänsen)
- Liljecronas hem. Roman. 1911 (Liljecronas Heimat)
- Körkarlen. Roman. 1912 (Der Fuhrmann, auf Deutsch erschienen unter dem Titel Der Fuhrmann des Todes)
- Kejsarn av Portugallien. Roman. 1914 (Der Kaiser von Portugallien)
- Bannlyst. Roman. 1918 (Geächtet, auf Deutsch erschienen unter dem Titel Das heilige Leben)
- Romantrilogie:
  - Löwensköldska ringen. 1925 (Der Ring des Generals, 1925)
  - Charlotte Löwensköld. 1925 (Charlotte Löwensköld, 1926)
  - Anna Svärd. 1928 (Anna, das Mädchen aus Dalarne, 1929)

### Nicht-Fiktionales
- Mårbacka. Memoiren. 1922 (Mårbacka, 1923)
- Ett barns memoarer. Memoiren. 1930 (Memoiren eines Kindes, auf Deutsch erschienen unter dem Titel Aus meinen Kindertagen)
- Dagbok för Selma Ottilia Lovisa Lagerlöf. Memoiren. 1932 (Tagebuch der Selma Ottilia Lovisa Lagerlöf)
- Wie ich Schriftstellerin wurde. In: Neue Freie Presse, 23. August 1925, S. 22 (online bei ANNO). (Teil 1)
- Wie ich Schriftstellerin wurde. In: Neue Freie Presse, 27. August 1925, S. 10 (online bei ANNO). (Teil 2)

Seit dem 1. Januar 2011 sind die Werke (schwedische Originaltexte) gemeinfrei.

## Hörbücher
- Geschichten zur Weihnachtszeit. LangenMüller Audio-Books, München 2007, ISBN 978-3-7844-4129-0, gelesen von Johannes Steck, 1 CD, 52 Min., Neuauflage USM Audio, München 2019, ISBN 978-3-8032-9207-0.
- Neue Geschichten zur Weihnachtszeit. USM Audio, München 2020, ISBN 978-3-8032-9236-0, gelesen von Johannes Steck, 1 CD, 68 Min.

## Verfilmungen (Auswahl)
- Herrn Arnes Schatz (1919, Originaltitel: Herr Arnes penningar)
- Der Fuhrmann des Todes (1921, Originaltitel: Körkarlen)
- Herrenhofsage (1923, Originaltitel: Gunnar Hedes saga, Adaption von En herrgårdssägen)
- Gösta Berling (1924, Originaltitel: Gösta Berlings Saga)
- Der Narr und die Dirne (1925, Originaltitel: The Tower of Lies, Adaption von Der Kaiser von Portugallien)[9]
- Die Erde ruft – Jerusalem, 1. Teil (1925, Originaltitel: Ingmarsarvet)
- Die Wallfahrt eines Herzens – Jerusalem, 2. Teil (1926, Originaltitel: Till Österland)
- Das Mädchen vom Moorhof (1935)
- Das Mädchen vom Moorhof (1958)
- Verlorene Liebe (1954, Originaltitel: Herr Arnes penningar, eine Neuverfilmung des Films aus dem Jahr 1919)
- Nils Holgerssons wunderbare Reise (1961, Originaltitel: Nils Holgerssons underbara resa)
- Wunderbare Reise des kleinen Nils Holgersson mit den Wildgänsen (Zeichentrickserie, 1980)
- Jerusalem (1996)
- Nils Holgerssons wunderbare Reise (Fernsehfilm, 2011)

- Dokumentation: Die wundersame Reise der Selma Lagerlöf, Regisseur: Andre Schäfer, Arte/NDR, ca. 52 Min.

## Zitat
„O, Kinder späterer Zeiten! Ich habe euch nichts Neues zu erzählen, nur das, was alt und fast vergessen ist. Sagen habe ich aus dem Kinderzimmer, wo die Kleinen auf niedrigen Schemeln um die Märchenerzählerin mit den weißen Haaren saßen, oder vom Holzfeuer in der Hütte, wo die Knechte und Kätner saßen und sich unterhielten, während der Dunst aus ihrer feuchten Kleidung drang und während sie Messer aus der um den Hals gehängten Lederscheide zogen, um Butter auf dickes, weiches Brot zu schmieren, oder von Sälen, wo alte Herren in wiegenden Schaukelstühlen saßen und, belebt vom dampfenden Punsch, von vergangenen Zeiten sprachen.“